# Industrie- und Handelskammer Bremerhaven
Die Industrie- und Handelskammer Bremerhaven (IHK), Friedrich-Ebert-Straße 4/6, war bis 2016 die gesetzlich verankerte Selbstverwaltungsorganisation der gewerblichen Wirtschaft in Bremerhaven mit staatlich übertragenen Aufgaben. Sie ist nach Zusammenschluss mit der Handelskammer Bremen zur Landeskammer Handelskammer Bremen – IHK für Bremen und Bremerhaven durch Rechtsnachfolge aufgelöst.

## Handelskammer zu Geestemünde
Ab 1866 war Geestemünde nach dem Deutschen Krieg Teil der preußischen Provinz Hannover. Am 18. Februar 1867 wurde dort gemäß dem preußischen Handelskammergesetz die Handelskammer Geestemünde gegründet. Der Kammerbezirk Geestemünde umfasste die preußischen Orte und Ämter Lehe, Geestemünde, Dorum, Hagen, Blumenthal und Osterholz-Scharmbeck. 1871 kam das Gebiet des Amtes Lilienthal hinzu. 1882 weigerte sich die Handelskammer in Geestemünde ihre Sitzungsprotokolle, Jahresberichte und Veröffentlichungen dem Staat Preußen zur Zensur vorzulegen, während sich alle anderen preußischen Kammern fügten. Die Mitglieder der Kammervollversammlung in Geestemünde legten ihre Ämter bis 1890 – Zeitpunkt der Entlassung von Otto von Bismarck auch als preußischer Ministerpräsident – nieder. 1909 zog die Kammer in einen Neubau um (siehe unten).
Die Handelskammer zu Geestemünde war um 1900 die Handelskammer für den Landkreis Geestemünde, den Landkreis Lehe, den Kreis Blumenthal und den Landkreis Osterholz.
1924 wurden sie Städte Lehe und Geestemünde zur preußischen Stadt Wesermünde vereinigt. Zudem wurden in Preußen seit 1924 einheitlich die Bezeichnung der Handelskammern als Industrie- und Handelskammern eingeführt. Aus der Handelskammer zu Geestemünde wurde die Industrie- und Handelskammern zu Wesermünde.
In der bremischen Stadt Bremerhaven gab es im 19. Jahrhundert bis in die 1930er Jahre die bremische IHK Bremerhaven. Bremerhaven wurde 1939 Stadtteil der preußischen Stadt Wesermünde und die Kammer war in die Gauwirtschaftskammer Hannover-Ost eingegliedert worden.
Mit der Machtergreifung der Nationalsozialisten wurde die Kammer 1933 gleichgeschaltet und die Selbstverwaltung der Wirtschaft beendet. In der Zeit des Nationalsozialismus wurden die Industrie- und Handelskammern nach dem Führerprinzip umstrukturiert, Stück für Stück ihrer Selbstverwaltungsfunktion beraubt und wie die Handwerkskammern in Gauwirtschaftskammern umbenannt und in die staatliche Wirtschaftslenkung integriert. Durch das Groß-Hamburg-Gesetz wurde der Handelskammerbezirk um die Stadt Cuxhaven und die Kreise Land Hadeln, Stade und Bremervörde erweitert. 1939 wurde Bremerhaven von der Stadt Bremen abgetrennt und der preußischen Stadt Wesermünde zugeordnet und das Kammergebiet entsprechend erweitert. 1942 wurde die Kammer aufgelöst und die Gauwirtschaftskammer Ost-Hannover-Lüneburg (mit Sitz in Wesermünde) integriert.
Nach dem Zweiten Weltkrieg wurde Wesermünde 1947 in das Land Freie Hansestadt Bremen eingegliedert und in Bremerhaven umbenannt. Seither gibt es die Industrie- und Handelskammer Bremerhaven.
Auf der Grundlage des 2014 geänderten Landes-IHK-Gesetzes wurde durch die Neugründung der Landeskammer die Rechtsnachfolge der IHK Bremerhaven als Handelskammer Bremen – IHK für Bremen und Bremerhaven mit Hauptsitz in Bremen und Niederlassung in Bremerhaven geschaffen.

## IHK Bremerhaven
Die IHK Bremerhaven war eine Körperschaft des öffentlichen Rechts gemäß IHK-Gesetz des Bundes und des bremischen Gesetzes über die Industrie- und Handelskammern im Land Bremen. Sie unterlag der Rechtsaufsicht des Landes.

### Gremien
Als Gremien bestanden
- ehrenamtlich die Vollversammlung, das Präsidium, die Ausschüsse und die Arbeitskreise sowie
- hauptamtlich die Verwaltung mit einem Hauptgeschäftsführer als Leiter.

### Aufgaben
Die Kammer handelte unabhängig von der öffentlichen Verwaltung und selbstständig innerhalb ihrer Aufgabengebiete. Sie war das Zentrum der wirtschaftlichen Selbstverwaltung und sie präsentierte die Bremerhavener Wirtschaft als Interessenvertretung der Unternehmen. Sie war zuständig für
- die die Verbesserung des unternehmerischen Handelns und für eine leistungsfähige Infrastruktur in Bremerhaven im Geschäftsfeld „Standortpolitik“,
- Starthilfen und Unternehmensförderung,
- die Durchführung und Überwachung sowie Förderung der beruflichen Ausbildung und Weiterbildung nach dem Berufsbildungsgesetz,
- den Service und die Beratung für ihre Mitgliedsunternehmen u. a. im Geschäftsfeld „Innovation/Umwelt“,
- die Unterstützung insbesondere kleinerer und mittelständischer Unternehmen u. a. im Geschäftsfeld „Internationales“,
- die öffentliche Bestellung und Vereidigung von Sachverständigen,
- die Erstellung von gutachterlichen Stellungnahmen für Gerichte und Behörden,
- die Ausstellung von Ursprungszeugnissen und anderen benötigten Bescheinigungen,
- die Beglaubigung von Handelsrechnungen,
- die Erteilung der Erlaubnis zum Vermitteln von Versicherungen,
- die Sicherung des fairen Wettbewerbs im Geschäftsfeldes „Recht/Fair Play“.

### Mitgliedschaften
Die IHK war Mitglied des Deutschen Industrie- und Handelskammertages.

## Gebäude

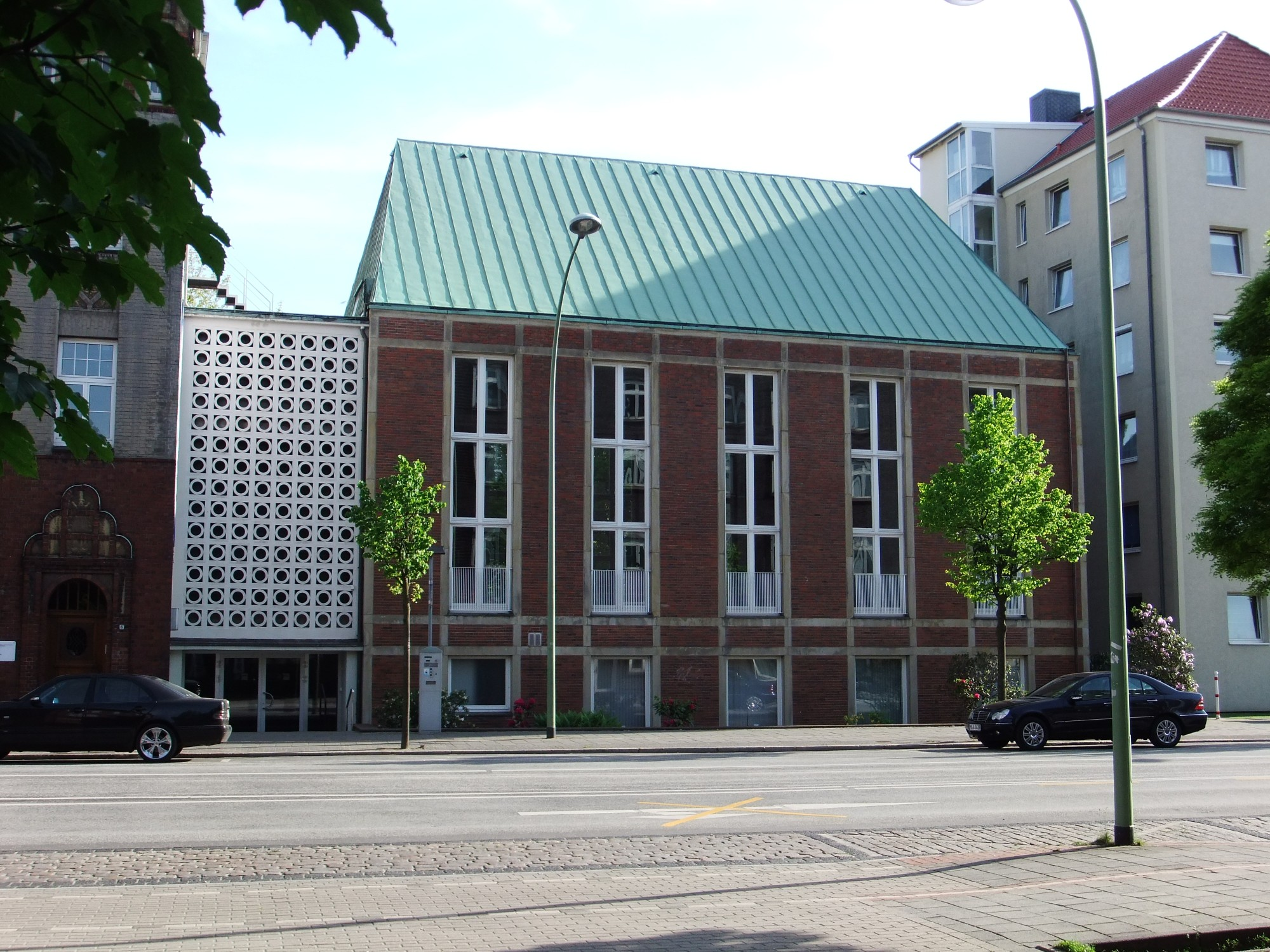
Saalgebäude der IHK von 1966

Von 1908 bis 1909 wurde ein Neubau für die Handelskammer zu Geestemünde als Eckgebäude Hohenzollernring (heute Friedrich-Ebert-Straße) / Hohenstaufenstraße errichtet, unter anderem auch – wie es hieß – um die Bauwirtschaft zu beleben. Einer Reihe von Firmen des Bezirks und ein „Entgegenkommen“ des Magistrats zu Geestemünde halfen bei der Finanzierung und Realisierung des Projekts.
Im neuen Dienstgebäude befanden sich die Geschäftsstelle der Kammer, mehrere Versammlungsräumen und zwei Dienstwohnungen sowie Büros für die Reichsbank. Die Bank erhielt später ein eigenes Gebäude auf der anderen Seite des Hohenzollernrings.
Die Planung für das repräsentative Bauwerk der Jahrhundertwende im Stil der Neorenaissance stammt von Stadtbaumeister Karl von Zobel. Er bezog sich bei dem Entwurf mit seinen drei Erkern auf die Fachwerkbauten der Renaissance. Die Bauleitung wurde dem Architekten Niemeyer übertragen. Der Sockel und die Fachwerke sind imitierende Gliederungen der Fassade in rotem Ziegel. Das erste und zweite Geschoss wurde mit grau und das dritte Geschoss mit gelb eingefärbtem Kalksandstein – einem neuen, noch wenig erprobten Fassadenmaterial – verkleidet. Die historisierende Fassade hatte dadurch eine für die Zeit moderne Prägung. Die Firma H.F. Kistner lieferte die selbst produzierten Kalksandsteine.
Der Verein Männer vom Morgenstern – Heimatbund durfte für längere Zeit im Gebäude Exponate des Morgensternmuseum im Treppenhaus und in Räumen des ersten und zweiten Stockwerks im östlichen Gebäude ausstellen.
Das Bauwerk befindet sich heute in einem guten Erhaltungszustand. Das steile Pyramidendach des Erkers wurde nach dem Zweiten Weltkrieg abgetragen. In einem Sitzungssaal im Parterregeschoss ist die Ausmalung von 1935 erhalten mit zeittypischen Darstellungen von Industrie und Handel in Wesermünde vom Maler W. Heiland. In einem Sinnspruch über der Malerei heißt es nach Thales von Milet zitiert aus Goethes Faust: „Alles ist aus dem Wasser entsprungen/Alles wird durch das Wasser erhalten/Ocean gönn uns dein ewiges Walten“.
1943 erfolgte durch die Gauwirtschaftskammer Hannover-Ost ein Umbau und die Teilung der vorhandenen Museumsräume zu Geschäftsräumen.
1959 wurden vier Garagen und ein Fahrradunterstand angefügt.

Von 1964 bis 1966 kam als Erweiterung das Saalgebäude nach Plänen von Karl Franzius und Theodor Rosenbusch und finanziert durch Spendengelder der Kaufleute.
Das Bauwerk wurde 2010 unter Bremer Denkmalschutz gestellt.

## Präsidenten
- 1867–1871 Ferdinand Lentz
- 1871–1873 C. Heiligenstad
- 1873–1878 Carl Welkner
- 1879–1882 Ferdinand Lentz
- 1891–1892 Wilhelm Anton Riedemann
- 1892–1898 Adolf Schmidt
- 1898–1907 Wilhelm Bade
- 1907–1911 Christian Külken
- 1911–1920 Johann Stadtlander (seit 1922 Ehrenpräsident)

- 1920–1928 Friedrich Albert Pust
- 1928–1933 Ferdinand Kreymborg
- 1933 Richard Jung[3]

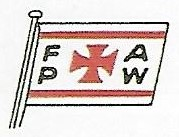
Reederei Pust

- 1933–1945 Hans Kohnert (seit 1951 Ehrenpräsident, 1943 bis 1945 Gauwirtschaftskammer)
- 1945–1953 Gustav Meyer, siehe Gustav Meyer (Schiff)#Namensgeber des Schiffes
- 1953–1958 Gustav W. Rogge
- 1958–1959 Herbert Fornell
- 1959–1961 Horst Janson
- 1961–1966 Horst Külken
- 1966–1967 Heinz Sieghold, siehe Sieghold-Werft
- 1968–1974 Friedrich-Carl Busse
- 1974–1979 Hermann Noé
- 1979–1989 Joachim Ditzen-Blanke (seit 1992 Ehrenpräsident)
- 1989–1993 Hans-Dieter Brünjes
- 1993–1995 Rudolf Hübenthal
- 1996–2002 Ingo Kramer
- 2002–2006 Peter H. Greim
- 2006–2012 Claus Brüggemann
- 2012–2013 Ingo Kramer
- 2014–2016 Hans-Christoph Seewald[4]